# Danyjił Bołdyrew
Danyjił Władysławowycz Bołdyrew (ukr. Даниїл Владиславович Болдирев; ur. 15 maja 1992 w Doniecku) – ukraiński wspinacz sportowy, specjalizuje się we wspinaczce na szybkość oraz w łącznej. Mistrz świata z 2014 gdzie w finale ustanowił rekord świata wynikiem 5,60 s.  Wielokrotny medalista mistrzostw Europy we wspinaczce na szybkość.

## Kariera sportowa
W 2011 roku we włoskim Arco zdobył brązowy medal we wspinaczce na szybkość na 11. mistrzostwach świata. Złoty medal zdobył na kolejnych mistrzostwach świata w Gijón w 2014.
Uczestnik World Games we Wrocławiu w 2017, w finale w duelu przegrał z Irańczykiem Rezą Alipourem, ponieważ "zaliczył" upadek.
Srebrny medalista mistrzostw Europy we wspinaczce na szybkość z; 2015, 2017 (w finale przegrał z Polakiem Marcinem Dzieńskim) oraz z 2019. W 2013 zdobył brązowy medal.
Podczas kariery sportowej kilkakrotnie poprawiał rekord świata w prędkości pokonywania 15-metrowej ściany;
- ściany wspinaczkowe są standardowe o wysokości 15 m i o kącie pochylenia do 15° od pionu,
- znormalizowanie dróg wspinaczkowych umożliwia pomiary czasu podczas ustanawiania rekordu szybkości[4] (aktualnie, czasy podczas zawodów mierzy się z dokładnością do 0,001 s);

Rekordy świata
- 5,60 – Mistrzostwa Świata we Wspinaczce Sportowej 2014 – Gijón (ESP) - 12 września 2014[1]
- 5,75 – Puchar świata we wspinaczce sportowej 2010 – Arco (ITA) - 31 sierpnia 2014[5]

## Osiągnięcia

### Puchar Świata
| Konkurencje      | 2012 | 2014 | 2015 | 2016 | 2017 | 2018 | 2019 |
| Wsp. na szybkość | 2    | 1    | 3    | 3    | 9    | 2    |      |

### Mistrzostwa świata
| Konkurencje       | 2011 | 2014 | 2016 | 2019 |
| Wsp. na szybkość  | 3    | 1    | 8    | 4    |
| Wspinaczka łączna | —    | —    | —    | 30   |

### Mistrzostwa Europy
| Konkurencje      | 2013 | 2015 | 2017 | 2019 |
| Wsp. na szybkość | 3    | 2    | 2    | 2    |

### World Games
| Konkurencje      | 2017 |
| Wsp. na szybkość | 2    |